# Senat Böhrnsen II
Der Senat Böhrnsen II war vom 29. Juni 2007 bis zum 30. Juni 2011 die Bremer Landesregierung.
| Amt                                                                      | Name                                     | Partei | Partei                |
| ------------------------------------------------------------------------ | ---------------------------------------- | ------ | --------------------- |
| Bremer Bürgermeister und Präsident des Senats                            | Jens Böhrnsen                            |        | SPD                   |
| kirchliche Angelegenheiten                                               | Jens Böhrnsen                            |        | SPD                   |
| Kultur                                                                   | Jens Böhrnsen                            |        | SPD                   |
| Bürgermeisterin                                                          | Karoline Linnert                         |        | Bündnis 90/Die Grünen |
| Senatorin für Finanzen Senatskommissarin für den Datenschutz             | Karoline Linnert                         |        | Bündnis 90/Die Grünen |
| Senator für Inneres und Sport                                            | Willi Lemke (bis 6. April 2008)          |        | SPD                   |
| Senator für Inneres und Sport                                            | Renate Jürgens-Pieper (geschäftsführend) |        | SPD                   |
| Senator für Inneres und Sport                                            | Ulrich Mäurer (ab 7. Mai 2008)           |        | SPD                   |
| Senatorin für Bildung und Wissenschaft                                   | Renate Jürgens-Pieper                    | SPD    |                       |
| Senatorin für Arbeit, Frauen, Gesundheit, Jugend und Soziales            | Ingelore Rosenkötter                     | SPD    |                       |
| Senatskommissarin für die Verwirklichung der Gleichberechtigung der Frau | Ingelore Rosenkötter                     | SPD    |                       |
| Senator für Umwelt, Bau, Verkehr und Europa                              | Reinhard Loske                           |        | Bündnis 90/Die Grünen |
| Senator für Wirtschaft und Häfen Senator für Justiz und Verfassung       | Ralf Nagel (bis 11. Februar 2010)        |        | SPD                   |
| Senator für Wirtschaft und Häfen Senator für Justiz und Verfassung       | Martin Günthner (ab 24. Februar 2010)    |        | SPD                   |
| Bevollmächtigte beim Bund                                                | Kerstin Kießler (Staatsrätin)            | SPD    |                       |